# تعطیلات (رمان)
تعطیلات (به انگلیسی: Holiday) یک رمان نوشته استنلی میدلتون نویسنده اهل بریتانیا است که در سال ۱۹۷۴ در انگلستان منتشر شد. این رمان در مورد یک سخنران به نام ادوین فیشر است که برای تعطیلات به یک ساحل می‌رود. با سیر پیشرفت کتاب واقعیت‌های دردناک در مورد ذهن و زندگی فیشر نمایان می‌شود.
این رمان در سال ۱۹۷۴ موفق به دریافت جایزه ادبی من بوکر شد.